# Glenn Haegerstam
Glenn Arne Torsten Haegerstam, även skrivet Hægerstam, född 24 maj 1940 i Jönköping, är en tidigare forskare och numera författare av läroböcker om medicinska problem och populärvetenskapliga böcker.

## Biografi
Haegerstam studerade medicin vid Karl-Franzens-Universität i Graz (Österrike) och vid Karolinska Institutet i Stockholm, där han disputerade 1976 och blev docent 1981.
Han bedrev experimentell och klinisk forskning vid Odontologiska Fakulteten vid Karolinska Institutet i Huddinge.
Han var under många år verksam i olika befattningar vid AB ASTRA i Södertälje.
Som medlem i American Pain Society genomgick han en rad utbildningar som låg till grund för många av de 25-tal läroböcker om smärta och dess behandling som han skrev under perioden 1981 till 2019.   
Sedan några år tillbaka skriver han böcker av mera populärvetenskaplig karaktär.
Haegerstam är medlem i Värmländska Författarsällskapet.